# ФК Токио
Токио (јап. FC東京) јапански је фудбалски клуб из Чофуа.

## Име
- ФК Токио гас (јап. 東京ガスサッカー部, 1935—1996)
- ФК Токио гас (јап. 東京ガスフットボールクラブ, 1997—1998)
- ФК Токио (јап. FC東京, 1999—)

## Успеси
Првенство
- Фудбалска прва лига Јапана: 1998.
- Џеј 2 лига: 2011.

Куп
- Куп Џеј лиге: 2004, 2009, 2020.
- Царев куп: 2011.